# معركة انجمينا (1980)
معركة انجامينا الثانية كانت معركة دموية وواسعة النطاق ضمن الصراع الليبي التشادي. بدأت كصراع بين فصائل تشادية مدعومة من أطراف خارجية، لكنها انتهت بتدخل مباشر من ليبيا، وشكّلت انتصار عسكري حاسم لي معمر القذافي في هذا النزاع.

## خلفية المعركة
دارت معركة انجامينا الأولى خلال الفترة من فبراير إلى مارس 1979، وأسفرت عن توقيع اتفاق كانو الذي توسطت فيه منظمة الوحدة الأفريقية، وبشكل رئيسي نيجيريا وفرنسا. وبموجب الاتفاق، تم تعيين كوكوني عويدي رئيسًا مؤقتًا للدولة، وحسين حبري وزيرًا للدفاع.
ومع ذلك، كان حبري معاديًا لليبيين وطموحًا لا يرحم، مما دفعه للوقوف ضد حكومة ويداي المؤيدة لليبيا.

## القتال المبكر
في 22 مارس 1980، اندلعت اشتباكات بين قوات (FAN) التابعة لـحبري، وقوات جبهة التحرير الوطنية التشادية التابعة لعويدي في انجمينا، وتطورت سريعًا إلى معركة شاملة خلفت مئات الجرحى وألف القتلى خلال عشرة أيام، مما أدى إلى نزوح نصف سكان إلى الكاميرون والدولة المجاورة.
في 3 أبريل، تم سحب آخر قوات حفظ السلام التابعة لـمنظمة الوحدة الأفريقية من جمهورية الكونغو، وحاول بعض الوسطاء، من بينهم رئيس توغو ، والأمين العام للمنظمة إيديم كودجو، التوسط لوقف إطلاق النار، إلا أن جميع المحاولات باءت بالفشل واستمر القتال. وفي مايو، انسحبت القوات الفرنسية التي كانت متمركزة في انجامينا ويبلغ عددها 1,100 جندي مع انتهاء عملية تكاو.

## التدخل الليبي
كان معمر القذافي يزود كوكوني عويدي بالسلاح والمستشارين منذ أبريل، لكن في 9 أكتوبر استخدمت قوات القوات الجوية الليبية السيطرة على فايا لارجو من FAN وتحويلها إلى مركز للإمداد والنقل . ونظراً لقلة الطيارين الليبيين المؤهلين لقيادة طائرات النقل الثقيلة مثل بوينغ CH-47 شينوك ولوكهيد C-130 هيركوليز، فقد استُعين بمرتزقة أمريكيين وبريطانيين أُجروا من قبل عملاء وكالة المخابرات المركزية الأمريكية (CIA) المعروفين بـ إدوين ب. ويلسون وفرانك تيربيل لنقل المعدات والقوات.